# Franjevački samostan i crkva sv. Antuna Padovanskog u Koprivnici
Franjevački samostan i crkva sv. Antuna Padovanskog nalaze se u gradu Koprivnici.

## Ranija povijest
Prvotni franjevački samostan s crkvom u Koprivnici je bio sagrađen prije 1290. godine. Izgradnju je potpomogao hrvatski ban Henrik Gissing i njegov brat Ivan. Samostan je bio u sastavu Pečuške kustodije i Ugarske provincije, a crkva je nosila titular sv. Jakova i zatim Bezgrešnog začeća Bl. Dj. Marije. Godine 1372., nakon ratnih stradanja, samostan je obnovila kraljica Elizabeta Ugarska, supruga Ludovika I. Anžuvinca (1342. – 1382). Godine 1561. zapisi kazuju da franjevaca više nema u Koprivnici, a njihovu je imovinu general Ivan Lenković trebao razdijeliti preostalim franjevačkim samostanima.
Godine 1603. franjevce je u Koprivnicu ponovno doveo provincijal Ugarske provincije Franjo Drašković. Fra Pavao Pribojević iz Hvara nastanio se uz negdašnju franjevačku crkvu, koja je u to doba služila kao župna crkva. Iz njegova doba sačuvane su dvije povelje. Godine 1613. franjevačku je crkvu zaposjeo svjetovni svećenik, te je nije želio napustiti, ali je zagrebački biskup Petar Petretić prihvatio odluku cara Ferdinanda III. kojom je 1644. naredio da se franjevcima vrati njihova crkva.

## Izgradnja samostana i crkve
Od 1662. do 1668. franjevci su uz pomoć vjernika, osobito Katarine Kukel, podigli drveni samostan s 14 redovničkih soba. U sljedećem desetljeću izgradili su i zidanu crkvu.
Novi zidani samostan podignut je od 1675. do 1680. godine, i to istočno i južno krilo. Godine 1685. dovršena je i crkva. Godine 1692. sagrađena je kapela Loretske Gospe koju je donirala Regina Barbara Altenbacher. Ova je kapela srušena 1816. godine. Nasuprot nje, podignuta je 1744. kapela Presvetog Spasitelja.
Godine 1729. samostanskoj je zgradi nadograđen kat. No nekoliko desetljeća kasnije, 1778., samostan i crkva stradali su od potresa, pa je iduće godine započela njihova obnova. Fra Petar Moritz je s fra Salamonom Patzleiderom dao izraditi drveni barokni inventar, oltare i propovjedaonicu.
Samostan je ponovo temeljito obnovljen 1816., nakon što su za Napoleonovih ratova u njemu boravili vojnici. Objekti su ponovo oštećeni u potresu 1880. godine. Tek 1923. i 1924. srušen je stari samostan i na njegovu mjestu podignuta nova, sadašnja zgrada.

## Rad franjevaca u Koprivnici
Uloga franjevaca u Koprivnici je postala osobito važna kada su preuzeli službu vojnih kapelana 1669., koju su obavljali sve do 1754. godine. Osim u sklopu vojne službe, značajan je njihov rad na kulturnom i prosvjetnom planu. Od 1740. do 1785. bili su učitelji u gradskoj pučkoj školi. U 18. stoljeću povremeno u samostanu djeluju učilišta filozofije, moralnog bogoslovlja i govorništva. Još 1677. bila je osnovana bratovština franjevačkog pojasa, a 1735. i bratovština sv. Mihaela. Obje su dokinute 1786. godine. Tek potkraj 19. stoljeća osnovana je zajednica Trećega reda i bratovštine Škapulara te Srca Isusova i Marijina.
Dana 7. rujna 1983., nadbiskup Franjo Kuharić osnovao je župu sv. Antuna Padovanskog u Koprivnici i povjerio je vodstvu samostana. Župa je obuhvaćala dio grada te naselja Draganovec, Bakovčice, Starigrad i Štaglinec, sve dok u novije vrijeme nije osnovana samostalna župa u Starigradu, posvećena Tereziji Kolkatskoj, te izgrađena istoimena crkva.